# 中国人民解放军训练总监部
中国人民解放军训练总监部是1950年代中国人民解放军的八大总部之一，统管全军军事训练和院校工作的总部。1954年11月由中华人民共和国第一届全国人民代表大会常务委员会第二次会议决定设立。1955年以总参谋部军训和军校管理部、军事出版局为基础成立。训练总监部是中国人民解放军，名列当时八总部中的第二位，高于总政治部，低于总参谋部。

## 历史
训练总监部成立后，由刘伯承担任部长。由于刘伯承长期在南京主持军事学院工作，故由叶剑英代理训练总监部部长。下设6个二级部，二机部部长都由训总副部长（1955年均授予开国上将军衔）兼任：李达任计划和监察部部长、萧克任陆军战斗训练部部长、张宗逊任军事学院和学校部部长、彭绍辉任军事科学和条令部部长、周士第任军外训练部部长、郭天民任军事出版部部长。此外，还有体育训练局、战斗训练物质保障局等部门。
1958年5月27日至7月22日，召开了中央军委扩大会议，开了约两个星期后反“教条主义”成为主题。会议进一步升温，批判教条主义、资产阶级军事路线、反党宗派活动等；大会先后点了萧克、李达、陈伯钧、宋时轮、粟裕、叶剑英、刘伯承的名。萧克和李达等被打成“资产阶级军事路线的代表人物”，并编造了“以萧克为主帅，李达为副帅的反党宗派集团”“有计划、有组织地向中央和军委的正确路线猖狂进攻”。随即撤销了萧克、李达在国防部和训练总监部的一切职务。会后，总政治部专门组成了由一名总政副主任和组织部部长参加的工作组，来到训总领导开展斗争，并指定训总组成新的临时党委，继续对萧克、李达等进行揭发批判。1958年12月11日，训练总监部撤销，所属各部被合编为三个部，划归总参谋部并由副总参谋长张宗逊分管，即总参军事训练部、总参院校管理部和总参军事出版部，分由李作鹏、郭天民、孙毅任部长。在军队反教条主义运动中，除了萧克、李达、郭天民外，李钟奇、吴伟、赵凌汉、叶楚屏、杨力勇、李文芳、王波、刘光第、王时彦、陈绪英等十几人都被打成“反党分子”。1959年5月14日，中共中央批转了总政治部《关于以萧克同志为首的资产阶级军事路线和反党宗派活动》的报告，下发到军队团级及地方的地委级，军队反教条主义运动结束。
1980年秋，主持中央军委工作的邓小平与新上任的总长杨得志、副总长杨勇、张震谈话指出：“那次反‘教条主义’是错误的”“当年我是反教条主义领导小组组长，那是毛主席指定的，我不好推辞，但是在反教条主义过程中，我保护了刘帅。我曾对毛主席说，你不是说二野能打仗吗？没有司令员，哪有我这个政治委员，打仗主要靠司令员。”随即主持军委工作的徐向前在全军后勤部长座谈会上说：“建国以后，办了很多学校，有很大成绩，但后来吃了两个大亏，一个是反对正规化吃了亏，二个是‘反教条主义’吃了亏。”1986年10月16日中共中央总书记胡耀邦在刘伯承追悼会上代表党中央明确指出：“反‘教条主义’是错误的。”1986年10月21日邓小平写《悼伯承》一文：“1958年批判他搞教条主义，那是不公正的。完全可以说，伯承是我军现代化、正规化建设的奠基人之一。他在这方面的重大贡献，永远值得我们珍视。”1987年1月27日中央军委《关于新时期军队政治工作的决定》指出：“从五十年代后期开始，我军政治工作逐渐受到‘左’的思想的影响，错误地开展反‘教条主义’斗争和批判‘资产阶级军事路线’，给我军建设和政治工作造成很大的损害。”1987年11月25日，总政治部和中央军委纪律检查委员会发文件：“经中央军委批准，决定撤销总政治部1978年11月7日《关于肖克、李达等同志申诉问题的处理意见》的通知中与党中央指示精神相违背的内容，为在1958年因所谓教条主义问题上受到错误处理的肖克、李达、郭天民、李钟奇、吴伟、赵凌汉、叶楚屏、杨力勇、李文芳、王波等同志彻底平反。”

## 机构设置
- 办公室
- 政治处
- 计划和监察部
- 陆军战斗训练部
- 军事学院和学校部
- 军事科学和条令部
- 军外训练部
- 军事出版部
- 体育训练局
- 战斗训练物质保障局

## 主要官员

### 部长
1. 刘伯承 元帅（1955年4月－1957年11月）
  - 叶剑英 元帅（代理，1955年4月－1957年11月）
2. 萧　克 上将（1957年11月－1958年12）

### 副部长
- 李　达 上将
- 萧　克 上将
- 张宗逊 上将
- 彭绍辉 上将
- 周士第 上将
- 郭天民 上将